# النباغية
النباغية قرية موريتانية تقع في الجنوب في ولاية اترارزة مقاطعة أبي تلميت، تبلغ مساحتها حوالي 2كلم مربع ويبلغ تعداد سكانها حوالي "8000" نسمة توجد بها مدرسة ابتدائية وثانوية كما توجد بها أيضا محظرة وهي من أشهر المحاضر في موريتانيا فهي تقوم بتدريس العلوم الدينية واللغوية يدرس بها حوالي 2000 طالب أغلبهم من الدول الأفريقية مثل السنغال ومالي. ومن بلدان شمال أفريقيا كالمغرب والجزائر.. كما يدرس بها أيضا عدد من الطلاب الأوروبيين و العشرات من الطلاب الآسيويين .
وتعتبر النباغية من أهم معاقل العلوم الشرعية واللغة العربية والعلماء في بلاد شنقيط فقد تخرج من هذه المحظرة العديد من الفقهاء والشعراء من العصر الحديث. ساهم خريجوا محضرتها في اثراء الثقافة العربية الإسلامية في مناطق مختلفة من المشرق والمغرب وهذه إحادثياتها على الخريطة
17.5701°N
15.0428°W